# Battlestar Galactica Online
Battlestar Galactica Online foi um multiplayer massivo online (MMO) baseado na série de televisão Battlestar Galactica.
Lançado em open beta em 8 de fevereiro de 2011, ele foi desenvolvido pela Bigpoint e pela Artplant usando o motor de jogo Unity para o cliente do jogo no navegador. O servidor do jogo é escrito em Erlang.
Em menos de três meses de lançamento, o jogo ultrapassou dois milhões de usuários registrados.
Em sete meses de lançamento, o jogo ultrapassou cinco milhões de usuários registrados.
O jogo teve seu fim após oito anos de funcionamento, no último dia de janeiro de 2019.